# NGC 1160
NGC 1160 è una galassia a spirale barrata situata nella costellazione di Perseo, a una distanza di circa 113 milioni di anni luce dalla nostra Via Lattea.

## Scoperta
La galassia è stata scoperta il 7 ottobre 1784 dall'astronomo britannico di origine tedesca William Herschel.

## Descrizione
NGC 1160 ha una classe di luminosità III-IV e presenta una larga riga a 21 cm dell'idrogeno neutro.